# 神奈川中央交通相模原営業所
神奈川中央交通相模原営業所（かながわちゅうおうこうつうさがみはらえいぎょうしょ）は、神奈川県相模原市南区下溝にある神奈川中央交通の営業所。社番などに使用される営業所の略号は「さ」で、最寄りの停留所は「麻溝車庫」である。
2017年12月16日より神奈川中央交通東へ運行管理を全面的に委託しているほか、羽田空港線などの高速バスに限って神奈川中央交通東の自社路線となっていたが、2025年4月1日より再び、神奈川中央交通直営の営業所になっている。
2024年現在は、相武台前駅・小田急相模原駅・相模大野駅・古淵駅・相模原駅などから北里大学方面へ向かう路線など、主に相模原市南区を中心に管轄しており、一部座間市や東京都町田市に乗り入れる路線もある。

## 沿革
かつて相模原営業所は、相模原市緑区西橋本の峡の原操車所（現・橋本営業所）にあった。
1999年の相模原営業所麻溝操車所の開設や、2001年の多摩営業所開設に伴い、営業所の所管路線・エリアに大規模な変更が生じたことから、神奈川中央交通本体としての営業所機能は麻溝へ移転。これらの再編により、主に小田急線の駅を発着する路線を麻溝が担当し、従来の峡の原操車所は湘南神奈交バス相模原営業所（当時）へ全面委託され主に横浜線の駅を発着する路線の担当となり、事実上営業エリアが分割されていた。
峡の原操車所（現・橋本営業所）が2023年現在所管する路線については、神奈川中央交通橋本営業所を参照。
- 1944年11月28日 - 上溝営業所として高座郡相模原町上溝（現・相模原市中央区上溝）に開設。
- 1958年9月22日 - 相模原駅前の相模原市小山（現・相模原市中央区相模原）に移転、相模原営業所に改称。
- 1971年7月1日 - 相模原市相原（現・相模原市緑区西橋本）に峡の原操車所（峡の原車庫）を開設。
- 1973年9月28日 - 峡の原操車所に営業所を移転。
- 1996年8月1日 - 管内全路線でバス共通カードに対応。
- 1999年11月21日 - 相模原市下溝（現・相模原市南区下溝）に麻溝操車所を開設。一部を除く北里大学方面の各路線と古淵駅発着路線、町田 - 相武台前の小田急線各駅と相模原市内を結ぶ路線を担当する。これに伴い、大幅な路線再編と改正実施。
- 2001年
  - 4月1日 - 上溝駅ロータリー供用開始。県道上にあった「上溝駅下」停留所をロータリー内に移設して「上溝」と改称。従来の上溝停留所（「上溝中央」と改称）を発着点としていた系統の発着点も移設。
  - 7月29日 - 多摩営業所開設に伴い、町田市内・多摩ニュータウン方面の路線の大半を多摩へ移管。同時に営業所を麻溝車庫へ移転。峡の原操車所は相模神奈交バス相模原営業所へ管理委託となった。
- 2003年
  - 9月 - 相模大野駅 - 相模原公園入口交差点間でPTPS（公共車両優先システム）を導入。
  - 12月1日 - 大規模な路線再編と改正を実施。多くの路線が廃止された一方、残った路線・新設路線の大部分がパターンダイヤでの運行に統一。
- 2005年4月16日 - 津久井営業所を統合。旧・津久井営業所三ヶ木操車所を相模原営業所三ヶ木操車所に、旧・津久井営業所城山操車所を相模原営業所城山操車所に組織変更した。（双方とも津久井神奈交バス津久井営業所に管理委託）
- 2007年3月16日 - 全路線でGPSによるバスロケーションシステムの運用開始。
- 2008年
  - 9月1日 - 町田・多摩地区と同時に鉄道・バス運行情報システムを導入。
  - 10月13日 - 全路線でPASMO・Suicaの取り扱いを開始。
  - 11月1日 - 原当麻駅、北里大学、小田急相模原駅、上溝駅、光が丘一丁目、相武台前駅で現金払いによる乗り継ぎ割引を導入（2023年6月30日廃止[1]）
- 2013年10月28日 - 全路線で乗降方法を「中乗り・前降り」に変更、また運賃支払い方法を「後払い」に統一。
- 2014年
  - 3月26日 - 都市計画道路の整備事業[2]に伴い、峡の原操車所で営業所事務所などを移築[3]
  - 4月1日 - 旧・上田名バス停付近に新設された「田名バスターミナル」の供用を開始し、同時に路線再編を実施[4]。また、水郷田名発着路線（相17・淵53・橋59）の高田橋廻りを廃止し、しろ坂廻りに一本化した。
- 2017年
  - 1月1日 - 神奈川中央交通グループの乗合バス事業再編に伴い[5][6]、組織上相模原営業所が所管していた峡の原操車所（相模神奈交バス相模原営業所）を神奈川中央交通東・橋本営業所[6]に、三ヶ木操車所・城山操車所（津久井神奈交バス津久井営業所）を神奈川中央交通西・津久井営業所[6]にそれぞれ再編し、相模原営業所から分割。
  - 12月16日 - 神奈川中央交通グループの乗合バス事業再編に伴い[7][8]、神奈川中央交通東の営業所となった[8]。
- 2025年4月1日 - 神奈川中央交通グループの乗合バス事業再編に伴い、神奈川中央交通の営業所になった。

## 現行路線

### 町田バスセンター - グリーンハイツ方面

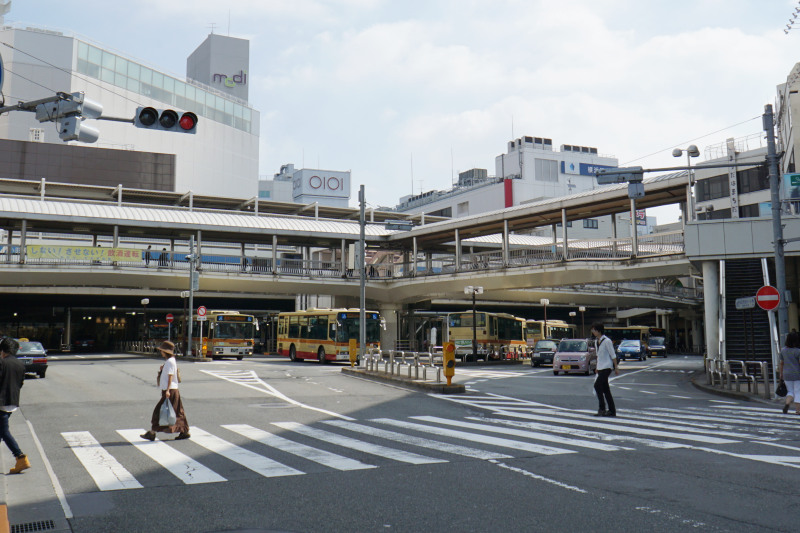
町田バスセンター

- 町06：町田バスセンター → 鵜野森団地入口 → グリーンハイツC2前 → 柏木公園前 → 鵜野森団地入口 → 町田バスセンター （グリーンハイツ循環）
- 町08：町田バスセンター → 鵜野森団地入口 → グリーンハイツC2前 → 柏木公園前
- 町08：グリーンハイツC2前 → 柏木公園前 → 鵜野森団地入口 → 町田バスセンター

町田バスセンターと相模原市南区のグリーンハイツを結ぶ短距離の循環路線で、グリーンハイツ内が狭隘なため、中型車で運行される。町06は循環運行なのに対して町08は循環途中が起終点となっており、その区別のために系統番号が分かれている。路線開設時はグリーンハイツ内の周回道路に入らず、グリーンハイツ入口から鵜野森を経由してリリエンハイムへ至る循環路線で、町08が町田駅からリリエンハイム止まり、鵜野森一丁目から町田駅行きの運行だった。全区間均一運賃で、2013年10月27日までは前乗り前払い方式を採用していた。運行間隔については日中時間帯平日は15分間隔、土休日は20分間隔。
東京都シルバーパスは町田バスセンター - 鵜野森団地入口間で使用が可能である。

### 相模大野駅 - 中和田・上鶴間方面
- 大13：相模大野駅南口 → 中和田 → 上鶴間本町九丁目 → 上鶴間高校 → 上鶴間公民館入口 → 中和田 → 相模大野駅南口（中和田循環）
- 大13：上鶴間本町九丁目 → 上鶴間高校 → 上鶴間公民館入口 → 中和田 → 相模大野駅南口
- 大13：相模大野駅南口 → 中和田 → 上鶴間本町九丁目 → 上鶴間高校 → 上鶴間公民館入口

相模大野駅南口を発着する唯一の路線で、上鶴間高校周辺が狭隘なため中型車で運行される。全区間均一運賃で、2013年10月27日までは前払い方式を採用していた。2019年11月5日に途中の「若葉団地」停留所を移設した関係で、中和田方面の経路が変更された。これまでは循環路線のみだったが、2024年4月1日のダイヤ改正より区間便が朝夜に設定された。運行間隔については日中時間帯40分間隔である。

### 相模大野駅 - 大沼・北里大学方面
- 大15：相模大野駅北口 -（グリーンホール前）- 大沼 - 北里大学病院・北里大学 - 原当麻駅 - 下古山 - 亀ヶ池八幡宮前 - 上溝
- 大15：相模大野駅北口 → グリーンホール前 → 大沼 → 北里大学病院・北里大学 → 原当麻駅
- 大25：光が丘一丁目 → 麻溝車庫 → 北里大学病院・北里大学 → 大沼 → グリーンホール前 → 相模大野駅北口（休日運休）
- 大53：相模大野駅北口 -（グリーンホール前）- 大沼 - 北里大学病院・北里大学
- 大68：相模大野駅北口 -（グリーンホール前）- 大沼 - 北里大学病院・北里大学 - 麻溝車庫
- 無番：相模大野駅北口 -（直行）- 北里大学病院・北里大学（臨時便）

相模大野駅から大沼、北里大学方面へ向かう主力路線で、大15は元々橋本営業所の担当路線であったが、2017年3月16日から2021年3月12日まで橋本営業所との共同運行となり、2021年3月13日より全便相模原営業所が担当するようになった。2025年04月19日のダイヤ改正以降、最終便の1便は原当麻駅までの運行となった。なお大15系統の表示に「古山」と表示されているが、実際に「古山」と名乗るバス停は存在しない。
大25・53・68はいずれも相模原駅まで運行する相25の区間便である。大25はかつて光が丘一丁目行きも運行されていた他、深夜バスも設定されていた。相模大野駅～相模原公園入口交差点間でPTPS（公共車両優先システム）が導入されており、朝9時台までの相模大野駅発の便はグリーンホール前停留所を通過する。北里大学東病院が閉院となったため、「北里東病院」停留所は2020年3月29日に「麻溝台入口」へ改称された。北里大学直行便は大学入試などの際に臨時運行され、運賃は通常の多区間制運賃（武相運賃制度）が適用され、途中停留所は停車しない。

### 相模大野駅 - 上原団地・みゆき台団地・麻溝台方面
- 大54：相模大野駅北口 - 上原団地 - みゆき台団地
- 大55：相模大野駅北口 → 上原団地 → みゆき台団地 → 麻溝台 → さがみ緑風園前 → 北里大学病院・北里大学 → 麻溝車庫
- 大55：相模大野駅北口 → 上原団地 → みゆき台団地 → 麻溝台 → さがみ緑風園前 → 北里大学病院・北里大学 → 麻溝車庫（深夜バス）
- 大58：相模大野駅北口 → 上原団地 → みゆき台団地 → 麻溝台 → さがみ緑風園前（土曜・休日運休）
- 大59：相模大野駅北口 - 上原団地 - みゆき台団地 - 麻溝台 - さがみ緑風園前 - 北里大学病院・北里大学
- 大60：相模大野駅北口 - 上原団地 - みゆき台団地 - 麻溝台 - さがみ緑風園前 - 総合体育館前 - 女子美術大学
- 大60：グリーンホール前 → 上原団地 → みゆき台団地 → 麻溝台 → さがみ緑風園前 → 総合体育館前 → 女子美術大学
- 大61：グリーンホール前 →（直行）→ 女子美術大学
- 無番：相模大野駅北口 -（直行）- 女子美術大学（臨時便）

相模大野駅と北里大学病院・北里大学および女子美術大学相模原キャンパスを、麻溝台地区などの住宅街を経由して結ぶ。途中の上原団地 - みゆき台団地 - 双葉入口間は狭隘区間となるが大型車での運行である。中心となるのは大59・60で、平日早朝には区間便である大54も運行される。大55は終日夜間に麻溝車庫方向のみ運行され、大59と同一経路で北里大学へ向かい、2つ先の麻溝車庫まで向かう。平日のみ相模大野駅23時30分発の深夜バスが設定されており、相模原営業所では唯一の深夜バスである。(かつては大58系統でも深夜バスが設定されていた)。
大60は、当初は相模大野駅から徒歩3分ほどのところにあるグリーンホール前発着だったが、1999年11月21日の麻溝操車所開設時に相模大野駅への乗り入れを開始した。ただし、平日・土曜の始発便から9:59までの女子美術大学方向はグリーンホール前始発で運行される。女子美術大学の学校行事や入試時、相模原ギオンスタジアムで催事が行われる利用客が多く見込まれる際は、臨時便が急遽運行されることがある。また、大60(相模大野駅北口行き)のグリーンホール前停留所は降車客がいない場合経由せず終点に直行していたが、2020年頃より降車客の有無に関わらず経由するようになった。2019年4月1日のダイヤ改正では大60の一部便を振り替えて、直行便の大61を新設した。通常ダイヤでは、全便がグリーンホール前から運行される。
なお女子美術大学直行便は、時刻表には掲載されていないものの、女子美術大学開校日は毎日午前中に運行されている他、女子美術大学の学校行事や入試時、相模原ギオンスタジアムで催事が行われる際に運行されている。平日・土曜の9時59分発まではグリーンホール発、平日・土曜の10時00分以降と休日はからは相模大野駅北口発で運行される。

### 小田急相模原駅 - 豊町方面

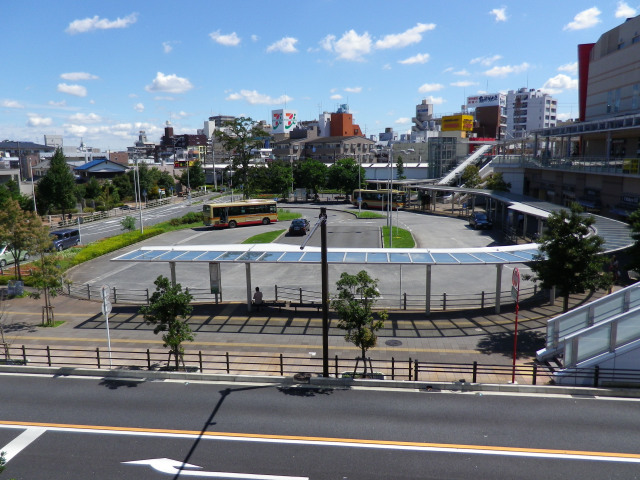
小田急相模原駅（北口広場）

- 小06：小田急相模原駅 - 二宮神社前 - 豊町 - 旭町 - 相模大野駅北口

小田急相模原駅と隣の相模大野駅を小田急線沿いに結ぶ短距離路線であり、南区総合庁舎と小田急線の駅を結ぶ唯一の路線である。前身は大和営業所担当だった町90（町田バスセンター・ターミナル - 相模大野駅 - 国立相模原病院）の一部区間。運行間隔については原則60分間隔である。

### 小田急相模原駅 - 国立相模原病院方面
- 小04：小田急相模原駅 - 国立相模原病院 - 麻溝台 - 北里大学病院・北里大学
- 小11：小田急相模原駅 - 国立相模原病院 - 相模台団地 - 相武台グリーンパーク
- 小14：小田急相模原駅 - 国立相模原病院 - 麻溝台 - 北里大学病院・北里大学 - 麻溝車庫

小04・14はどちらも相模原駅まで運行する相21と同一経路である。小11は1999年の麻溝操車所開設時に大和営業所から移管されるのに合わせて、当時路線バスがなかった相模台団地・新磯野地区を経由し、相武台グリーンパークまで延伸した。運行間隔については原則60分間隔である。

### 古淵駅 - 北里大学・女子美術大学方面
- 古01：古淵駅 - ゴルフ場前 - 大野台四丁目 - 北里大学病院・北里大学
- 古04：古淵駅 - 麻溝台一丁目 - 総合体育館前 - 女子美術大学
- 無番：古淵駅 -（直行）- 女子美術大学（臨時便）

横浜線古淵駅と北里大学病院・女子美術大学を結ぶ。古淵駅から大学病院へのアクセスを担うが、主な役割は古淵駅・その周辺の商業地区と大野台の住宅地の輸送である。なお女子美術大学直行便は、時刻表には掲載されていないものの、女子美術大学開校日は毎日午前中に運行されている他、女子美術大学の学校行事や入試時、相模原ギオンスタジアムで催事が行われる際に運行されている。

### 古淵駅 - 小田急相模原駅方面
- 古09：古淵駅 - 大沼 - 国立相模原病院 - 小田急相模原駅

2016年7月19日から、町09の区間便として古09が新設され、平日朝夕の全便が振り替えられたほか、2019年12月には土休日朝夕も振り替えられ、町09は日中のみの運行となった。そして2025年4月18日をもって町09は運行を終了し、翌19日のダイヤ改正当日からは古09系統に運行に一本化された。東大沼 - 双葉入口間で狭隘区間を走行するため、中型車で運行される。運行間隔については基本的におおよそ60-80分間隔である。

### 相模原駅 - 北里大学方面

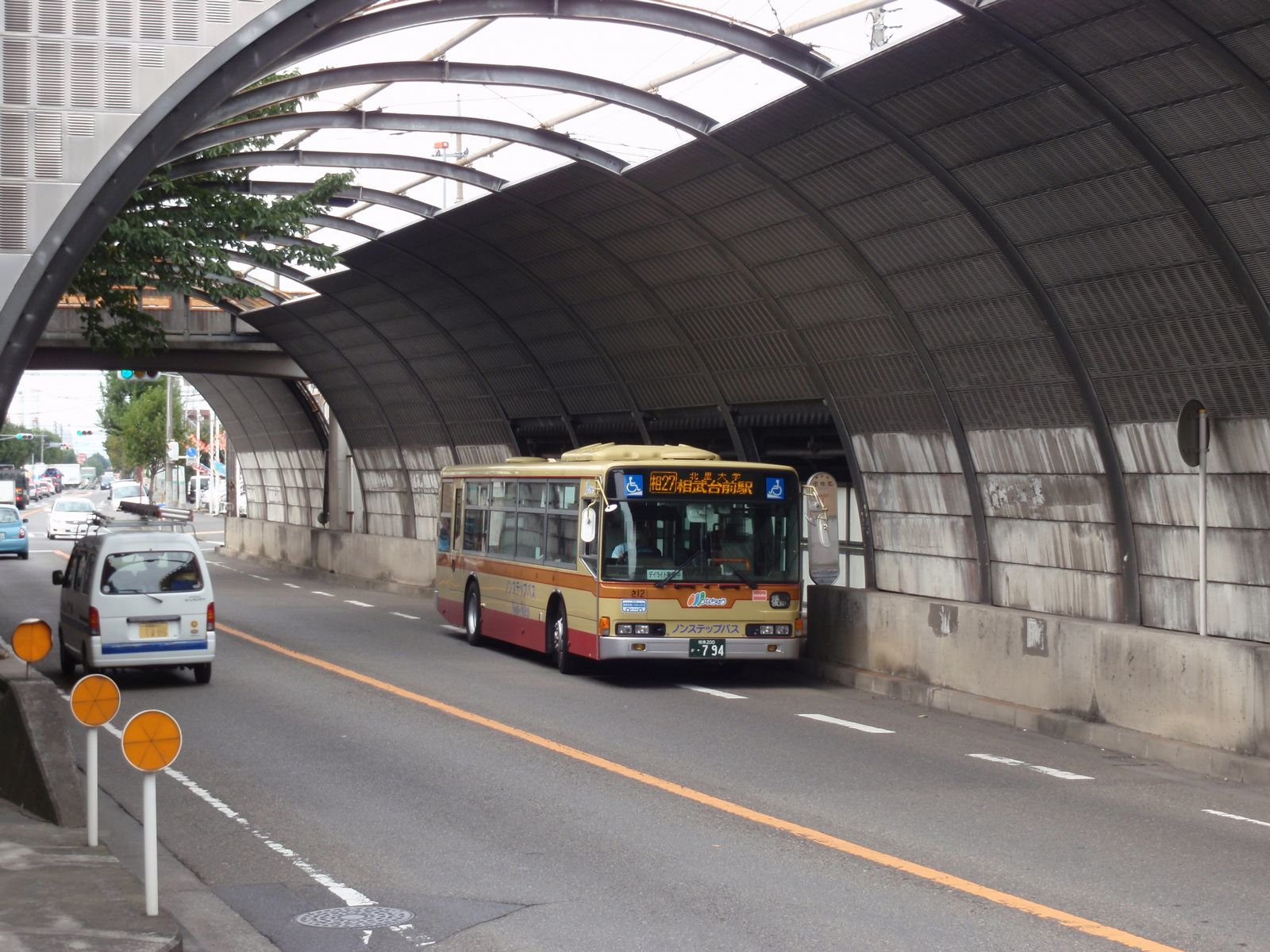
相武台団地北付近を走行する相27 (さ12)

- 相21：相模原駅南口 - 市役所前 - 千代田十字路 - 光が丘一丁目 - 麻溝車庫 - 北里大学病院・北里大学 - 麻溝台 - 国立相模原病院 - 小田急相模原駅
- 相25：相模原駅南口 - 市役所前 - 千代田十字路 - 光が丘一丁目 - 麻溝車庫 - 北里大学病院・北里大学 - 大沼 - 相模大野駅北口
- 相27：相模原駅南口 - 市役所前 - 千代田十字路 - 光が丘一丁目 - 麻溝車庫 - 北里大学病院・北里大学 - 総合体育館前 - 若草公園前 - 相武台団地 - 北相武台 - 相武台前駅
- 相28：相模原駅南口 - 市役所前 - 千代田十字路 - 光が丘一丁目 - 麻溝車庫
- 相29：相模原駅南口 - 市役所前 - 千代田十字路 - 光が丘一丁目 - 麻溝車庫 - 北里大学病院・北里大学
- 無番：相模原駅南口 -（直行）- 北里大学病院・北里大学（臨時便）
- 無番：相模原駅南口 → 市役所前（臨時便）
- 台13：相武台前駅 - 北相武台 - 相武台団地 - 若草公園前 - 総合体育館前 - 北里大学病院・北里大学

相模原駅と北里大学を県道507号（村富線）の経路で結ぶ基幹系統である。運行の中心となるのは相25で、相模原駅から北里大学までの共通区間は毎時3～4便が確保されている。相27は相武台団地周辺の道路が開通したことで相武台前駅まで延伸された経歴を持ち、台13は相27の相武台前駅側の区間便である。相28系統はかつて麻溝車庫行きのみ深夜バスが設定されていた。
その他に、沿線の利用状況に応じて直行便や区間便、臨時増発便が運行されることがあり、北里大学直行便は大学入試などの際に臨時運行され、運賃は通常の多区間制運賃（武相運賃制度）が適用され、途中停留所は停車しない。また、相模原駅南口発市役所前行きの区間便は、2024年8月のお盆シーズンの朝方に市役所通勤用の臨時便として運行されたもので、定期運行は無いが、専用の行先表示が用意されている。

### 相武台前駅 - 相武台団地・相武台グリーンパーク方面
- 台01：相武台前駅 → 北相武台 → 団地センター前 → 保育園前 → 北相武台 → 相武台前駅（相武台団地循環）
- 台01：相武台前駅 → 北相武台 → 団地センター前 → 保育園前
- 台02：相武台前駅 - 新磯野公園前 - 相武台グリーンパーク

相武台前駅と相模原市南部の住宅団地を結ぶ。1999年11月21日の麻溝操車所開設時に厚木営業所から移管された。台01は相武台団地循環と呼ばれ、行先表示表記もそのようになっている。なお、団地センター前バス停を過ぎると、行先表示は通常の「相武台前駅」行きに表示が切り変わる。保育園前行はかつて平日のみ深夜バスが設定されていたが、現在は終車の繰り上げで廃止されている。前述の相27（相模原駅 - 千代田十字路 - 麻溝車庫 - 北里大学病院・北里大学 - 相武台前駅）が通る「相武台団地」停留所は経由せず、取り囲むように団地内を巡回している。運行間隔については原則60分間隔である。
台02系統は相武台グリーンパークと相武台前駅を結ぶ短距離路線で、バス停の数は起終点を含めてもわずか四つである。運行間隔については原則30分間隔である。

### 相武台前駅 - 磯部・原当麻駅方面
| 相模原隧道 (さ29) |  | 新戸河原 (さ90) |
| 相模原隧道 (さ29) |  | 新戸河原 (さ90) |

- 台06：相武台前駅 - 座間 - 相武台下駅 - 磯部
- 台14：相武台前駅 - 座間 - 新戸 - 下溝 - 原当麻駅

相模線を挟むように運行される路線で、台14は1999年11月21日の麻溝操車所開設時に相16を短縮する形で新設され、台06は厚木営業所から移管された。台06は、相模線が横を通るものの周辺に鉄道駅が存在しない新戸・新磯・磯部地区へ向かう。台06系統は相模線沿いの道が狭隘なこともあり、中型車のみでの運行となる。運行間隔については台06は日中時間帯は60分間隔、台14については原則60分間隔である。

### 臨時系統
- 無番：相模原駅南口 - （直行） - 田名バスターミナル
- 無番：橋本駅南口 - （直行） - 田名バスターミナル
- 無番：淵野辺駅南口 → （直行） → 田名バスターミナル
- 無番：田名バスターミナル → 上溝 - 淵野辺駅南口

この路線は相模原納涼花火大会の開催日に運行される。2023年までは「神奈川中央交通」幕だったが、2024年からは専用幕での運行となった。また、橋本営業所や町田営業所からも応援が来る。
無番：相模原駅南口 -（直行）- 桜まつり臨時停留所
この系統は、相模原市民桜まつりが開催される日に運行される。無料で乗車できる。
無番：鶴川駅 -（直行）- 野津田公園（町田GIONスタジアム）
野津田公園への直行便は、FC町田ゼルビアの主催試合や各イベント開催時に、鶴川駅から野津田公園へのアクセス路線として臨時運行される。運賃は通常の多区間制運賃（武相運賃制度・片道270円）で、途中停留所は停車しない。基本的には町田営業所の単独運行となるが、多客時には多摩営業所と相模原営業所による共同運行も行われ、2024年のシーズンから橋本営業所も運行に加わった。

### 峰山霊園シャトルバス
無番：相武台前駅 - 若草小学校前 - 峰山霊園
※記載停留所のみ停車
この路線はお盆、彼岸の季節のみ運行し、無料で乗車できる。峰山霊園方面は若草小学校前で乗車はできるが降車はできない。反対に、相武台前駅方面は若草小学校前で降車はできるが乗車はできない。峰山霊園方面の若草小学校前で乗車する場合は、手を上げて合図するように謳っている。時刻表は、相武台前駅の2番乗り場で確認できる。峰山霊園構内の折り返しの関係で、バックカメラ付きの中型車のみが担当する。

### 空港リムジンバス

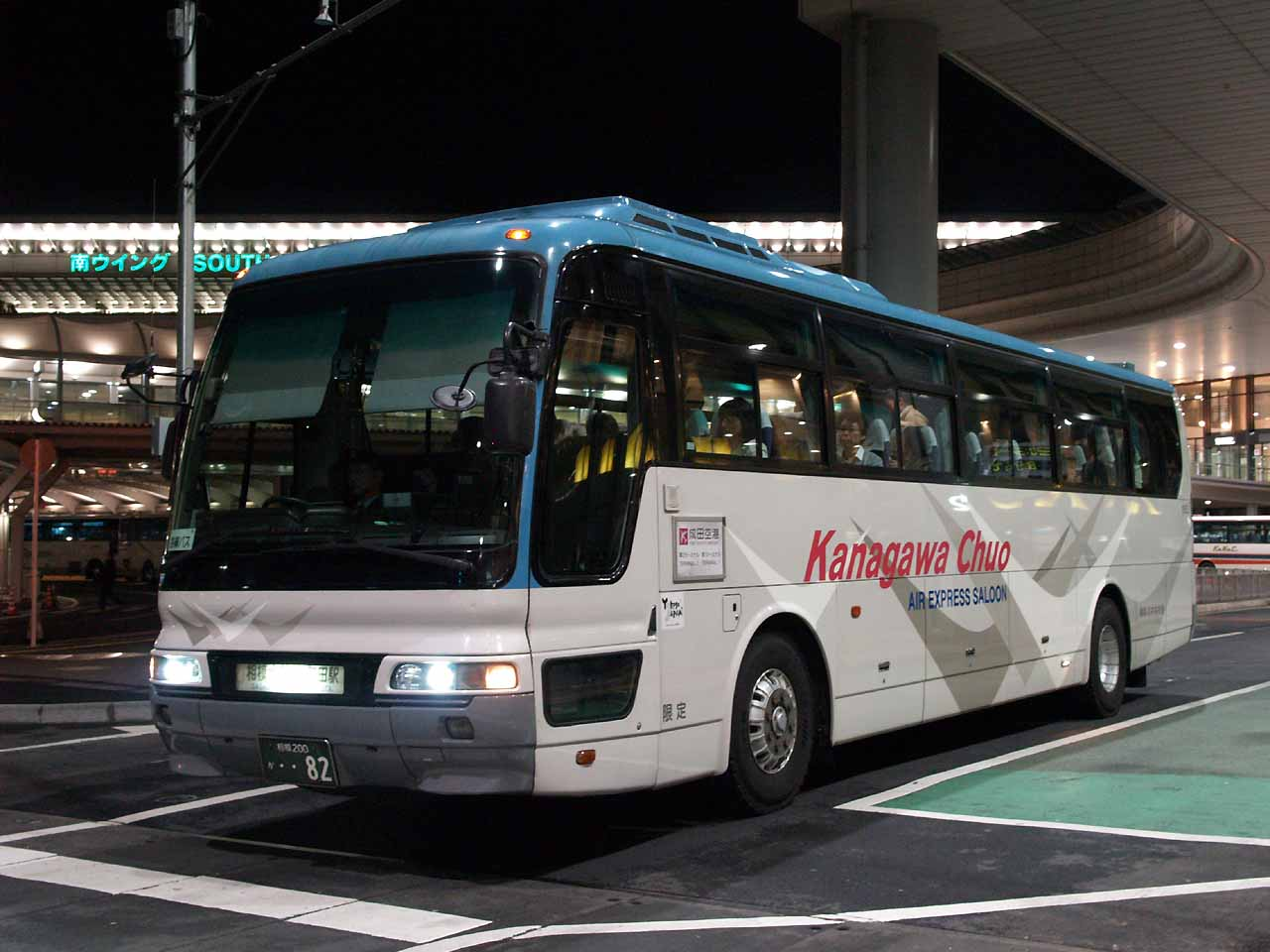
成田空港線 (さ852)

- 羽田空港線：相模大野駅 - 町田バスセンター - 南町田グランベリーパーク駅 - 羽田空港（京浜急行バス新子安営業所と共同運行）
- 成田空港線：橋本駅南口 - 相模大野駅 - 町田バスセンター - 南町田グランベリーパーク駅 - 成田空港（京成バス千葉営業所と共同運行）

空港方面はどちらも予約制で、乗車前日までに予約が必要である。当日空席がある場合でも、町田地区で乗車する予約客がいるなどの理由で乗車出来ない可能性があるほか、乗車時には予約名簿による確認が行われる。
成田空港線の橋本駅乗り入れは1日1往復（2020年4月以前は空港方面が1日3本、橋本方面が1日2本）のみで、走行時間は2時間以上のために全車トイレ付きの車両が使用される。2017年7月1日より東急田園都市線南町田駅（現・南町田グランベリーパーク駅）への乗り入れが開始された。2020年4月より新型コロナウイルス感染症の影響で、成田線は全便運休していたが、2023年12月15日より時刻改正のうえで神奈中が単独で運行を再開し、翌2024年3月16日より京成も運行を再開した

### 都市間高速バス

#### ディズニーリゾート線
- 東京ディズニーリゾート線：相模大野駅 - 町田バスセンター - 東京ディズニーシー - 東京ディズニーランド（京成バス千葉営業所と共同運行）

2022年3月1日に運行を開始した、千葉県浦安市の東京ディズニーリゾートへの路線である。京成バスとの共同運行で、1日2往復（神奈中1往復、京成1往復）運行される。従来の都市間高速バスとは異なり、相模大野駅北口を始発して相模大野立体駐車場は経由しない。往復とも乗車前日までに予約が必要だが、当日空席がある場合のみ乗車も可能である。

## 廃止・移管路線
相模原営業所の管轄下だった頃に廃止された旧・峡の原操車所の廃止路線についても記述する。なお、相模原営業所は営業区域が広大で、過去に大きな再編も実施されている（1999年11月21日の麻溝車庫開設、2003年12月1日の神奈川県生活交通確保対策地域協議会に出された退出意向路線の撤退と合わせた再編）。また、停留所名称については廃止当時の名称のままとする。
◆印は、相模神奈交バスへ管理委託されていた路線で、全ての路線が2003年12月1日までに廃止されている。

### 廃止路線
- 町04：町田バスセンター - グリーンハイツ入口 - 古淵駅入口 - 共和 - 淵野辺十字路 - 相模原駅南口
- 町05：町田バスセンター - グリーンハイツ入口 - 古淵駅入口 - 共和 - 大野台三丁目 - 淵野辺公園 - 青葉児童館前 - 千代田 - 星ヶ丘 - 上溝

1999年11月21日の麻溝車庫開設によるダイヤ改正で、揃って廃止された。
- 町07：町田バスセンター - グリーンハイツC2前 - 柏木公園前 - 鵜野森 - 相模大野駅北口

2000年4月16日に大15系統（初代、相模大野駅 → 鵜野森 → リリエンハイム前 → 相模大野駅）の代替で、グリーンハイツ周回道路への乗り入れ開始と同時に新設された。2003年12月1日のダイヤ改正で町06系統（町田バスセンター → 鵜野森団地入口 → グリーンハイツC2前 → 柏木公園前 → 町田バスセンター）に代替廃止された。
- 町09：町田バスセンター - 境川団地入口 - 古淵駅 - 大沼 - 国立相模原病院 - 小田急相模原駅

1983年（昭和58年）路線開設。以前は上記のグリーンハイツ循環と同様の経路で運行していたが、県道52号鵜野森交差点付近と国道16号の渋滞による遅延を回避するため、2003年12月に古淵駅経由へ経路変更が実施された。2016年7月19日から区間便として古09系統が新設され、平日朝夕の全便が振り替えられたほか、2019年12月には土休日朝夕も振り替えられ、町09系統は日中のみの運行となっていたが、2025年4月19日のダイヤ改正で運行を終了した。東京都シルバーパスは町田バスセンター - 境川団地入口間で使用が可能であった。
- 大07：相模大野駅北口 - 鵜野森 - 古淵駅入口 - 共和 - 淵野辺十字路 - 千代田 - 星ヶ丘- 上溝

橋本営業所で運行中の相02系統（相模原駅 - 淵野辺十字路 - 古淵駅入口 - 鵜野森 - 相模大野駅）と淵52系統（上溝 → 淵野辺十字路 → 淵野辺駅）の一部を繋げた路線で、淵野辺十字路を境に両系統と同一経路だった。1999年11月21日の麻溝車庫開設によるダイヤ改正で廃止された。
- 大11：相模大野駅北口 - 中和田 - 東林間駅 - 相模大野駅南口
- 大12：相模大野駅 - 合同庁舎前 - 中和田 - 東林間 - 相模大野駅
- 大15（初代）：相模大野駅北口 → 鵜野森 → リリエンハイム前 → 鵜野森 → 相模大野駅北口

大11系統/大12系統は現在の中和田循環とは異なり、現在の「シャンテ大通り」を直進、小田急江ノ島線の東林間駅を経由していた。
また、大12系統は東林間二丁目交差点から小田急小田原線の線路を超え、現在の「高相合同庁舎前」(当時は合同庁舎前)を経由して相模大野駅に乗り入れていた。方向幕は「東林間廻り・相模大野駅」と表示していた。
大15系統は相模大野駅からリリエンハイムへの循環路線で、町01系統（町田バスセンター - 鵜野森 - 相模大野駅）の代替で新設された。当初からグリーンハイツ周回道路に乗り入れず、小型車限定での運行だった。2000年4月16日に町07（町田バスセンター - 柏木公園前 - 鵜野森 - 相模大野駅）へ代替廃止された。
- 大16：相模大野駅北口 → グリーンハイツC3前 → 柏木公園前
- 大16：グリーンハイツC3前 → 柏木公園前 → 鵜野森 → 相模大野駅北口

2000年4月16日に新設されたグリーンハイツから相模大野方面へ向かう路線で、2003年12月1日のダイヤ改正で廃止された。
- 大25：相模大野駅北口 → グリーンホール前 → 南中前 → 大沼 → 大野台入口 → 北里大学病院・北里大学 → 麻溝車庫 → 光が丘三丁目 → 光が丘一丁目（深夜バス）

2020年10月24日に深夜バスのみ廃止され、最終運行日は前日の10月23日だった。
- 大52：相模大野駅北口 - 大沼 - 北里東病院 - 北里大学 - 原当麻駅入口 - 昭和橋 - 望地キャンプ場入口
- 大55（初代）：相模大野駅 - みゆき台団地 - 麻溝台
- 大55（初代）：相模大野駅 → みゆき台団地 → 麻溝台（深夜バス）
- 大56：相模大野駅北口 - 大沼 - 北里東病院 - 北里大学 - 総合体育館前 - 若草公園前

大52系統は、重複路線の多さから1999年11月21日の麻溝車庫開設によるダイヤ改正で廃止された。
大55系統は、1999年11月21日のダイヤ改正により、麻溝台経由の大59系統・大60系統の運行が開始されたことにより廃止された。
大56系統は、県道507号線（村富線）のうち、最後まで工事していた相武台団地周辺の工事が完了したことから、相武台前駅から台13系統・相27系統が運行されるようになったため廃止された。
- ◆大57：相模大野駅北口 - 大沼 - 北里東病院 - 北里大学 - 原当麻駅入口 - 昭和橋 - 望地キャンプ場入口 - 上田名 - 上溝

2003年12月1日のダイヤ改正で廃止された。
- 大58（初代）：相模大野駅北口 - 豊町 - 小田急相模原駅 - 国立相模原病院

従来は大和営業所の担当で、1999年11月21日の麻溝車庫開設によるダイヤ改正で移管されたが、小06系統に統合廃止された。
- 大58（二代）：相模大野駅北口 → 相模女子大前 → 上原団地 → みゆき台団地 → 双葉入口 → 麻溝台 → さがみ緑風園前

2015年12月14日に新設された深夜バスだが、2020年10月24日に廃止された。最終運行日は前日の10月23日だった。
- ◆大65：相模大野駅北口 - 大沼 - 北里東病院 - 北里大学 - 原当麻駅入口 - 昭和橋 - 望地キャンプ場入口 - 高田橋入口 - 水郷田名

2003年12月1日のダイヤ改正で北里大学病院・北里大学より西側は、当02系統（北里大学病院・北里大学 - 原当麻駅 - 田名バスターミナル）へ代替廃止された。
- 大66：相模大野駅北口 - 大沼 - 北里東病院 - 北里大学 - 原当麻駅

1991年に新設された路線で、相15（相模原駅 - 上溝 - 北里大学 - 相模大野駅）の原当麻駅乗り入れ開始により、2000年3月5日に大15（二代）へ統合廃止された。
なお2025年4月19日のダイヤ改正より、大15系統の区間短縮により、夜間の原当麻駅行きの1本のみ、大66系統と全く同じルートを辿る便が設定される。(なお系統番号は大15となる)
- ◆大67：相模大野駅北口 - 大沼 - 北里東病院 - 北里大学 - 原当麻駅入口 - 昭和橋 - 望地キャンプ場入口 - 高田橋入口 - 箕輪辻 - 愛川町役場

相模大野駅から愛川方面へ向かう長距離路線だが1日2便の運行に抑えられ、2002年10月16日に廃止された。
- 古05（急行）：古淵駅 → 総合体育館前 → 女子美術大学（記載停留所のみ停車）

2009年4月に古04とともに新設され、古05は総合体育館のみ停車する古04の急行便として平日と土曜に運行されていたが、2024年4月1日のダイヤ改正で、古05系統として運行していたダイヤが各バス停停車となり、廃止された。
- 淵31：淵野辺駅南口 - 共和 - 昭石グランド前 - 鵜野森 - 相模大野駅北口
- ◆淵32：淵野辺駅南口 → 淵野辺十字路 → 青葉児童館前 → 淵野辺公園 → 大野台三丁目 → 共和 → 淵野辺駅南口（淵野辺十字路回り青葉循環）
- ◆淵33：淵野辺駅南口 → 共和 → 大野台三丁目 → 淵野辺公園 → 青葉児童館前 → 淵野辺十字路 → 淵野辺駅南口（共和回り青葉循環）

2017年1月に橋本営業所へ移管された淵36・37が新設される前に青葉循環を名乗っていた。2003年12月1日のダイヤ改正で廃止された。
- ◆淵51：淵野辺駅南口 - 榎町 - 千代田十字路 - 横山団地 - 日金沢上 - 相模原駅南口

千代田十字路・横山団地を経由する路線で、2003年12月1日のダイヤ改正で廃止された。最末期は1日1便が残るだけだった。
- ◆淵55：淵野辺駅南口 - 淵野辺十字路 - 千代田 - 星ヶ丘 - 上溝 - 上田名 - 望地キャンプ場入口

2003年12月1日のダイヤ改正で廃止された。
- 淵57：淵野辺駅北口 - 淵野辺駅南口 - 矢部駅前 - 矢部中央 - 市役所前 - 相模原駅南口

淵野辺駅発着で唯一の矢部駅経由だが、矢部駅停留所は駅周辺が狭隘のため、少し離れた相模原矢部郵便局付近に位置していた。
- ◆淵58：淵野辺駅南口 - 淵野辺十字路 - 千代田 - 上溝団地 - 千代田十字路 - 富士見町 - 市役所前 - 相模原駅南口
- ◆淵58：淵野辺駅南口 → 淵野辺十字路 → 千代田 → 上溝団地 → 千代田十字路 → 富士見町 → 市役所前 → 相模原駅南口（深夜バス）

相25（相模原駅 - 麻溝車庫 - 北里大学病院・北里大学 - 大沼 - 相模大野駅）などの並行路線が多数運行されていたことが災いし、2003年12月1日のダイヤ改正で淵34系統・淵35系統の終日運転化と代替で廃止された。
- ◆淵59（初代）：淵野辺駅南口 - 淵野辺十字路 - 千代田 - 星が丘 - 上溝 - 上田名 - 高田橋入口 - 箕輪辻 - 田代 - 愛川橋 - 半原

淵野辺駅から上溝、上田名を経由して相模川を渡り、愛甲郡愛川町半原を結ぶ長距離路線である。2014年4月1日の田名バスターミナル供用開始による再編で、淵53系統（淵野辺駅 - 田名バスターミナル）と田01系統（田名バスターミナル - 半原）に分割された。
- ◆淵61：淵野辺駅南口 - 淵野辺十字路 - 千代田 - 上溝団地 - 千代田十字路 - 横山団地 - 小町通 - 大河原 - 橋本十字路 - 橋本駅南口

2003年12月1日のダイヤ改正で廃止された。
- ◆淵62：淵野辺駅南口 - 淵野辺十字路 - 国民生活センター - 宇宙科学研究所 - 大野台三丁目 - ゴルフ場前 - 古淵駅入口 - 古淵駅

1990年に新設された路線だが、2003年12月1日のダイヤ改正で廃止された。
- ◆相03：相模大野駅北口 → 淵野辺十字路 → 相模原駅南口（急行）

国道16号を経由する相02の急行便で、2003年12月1日のダイヤ改正で廃止された。最末期は平日早朝に相模原駅行きが1便運行されるのみだった。
- 相06：相模原駅南口 - 矢部駅入口 - 淵野辺十字路 - 共和 - 古淵駅入口 - 古淵駅 - 鵜野森 - 相模大野駅北口
- 相08：相模原駅南口 - 日金沢上 - 横山団地 - 千代田十字路 - 淵野辺十字路 - 共和 - 古淵駅入口 - 鵜野森 - 相模大野駅北口

1999年11月21日の麻溝車庫開設によるダイヤ改正で両系統とも廃止された。
- 相11：相模原駅南口 → 市役所前 → 上溝 → 橋本十字路 → 大河原 → 相模原駅南口（上溝・大河原回り）
- 相13：相模原駅南口 - 市役所前 - 富士見町 - 仲町 - 上溝
- 相14：相模原駅南口 → 横山団地前 → 星ヶ丘住宅 → 上溝（深夜バス）

相模原駅から上溝へ片道運行の深夜バスだったが、2003年12月1日のダイヤ改正で廃止された。
- ◆相15：相模原駅南口 - 市役所前 - 上溝 - 下古山 - 原当麻駅 - 北里大学 - 北里東病院 - 大沼 - 相模大野駅北口

2003年12月1日のダイヤ改正で相模原駅 - 上溝間を短縮して大15（相模大野駅 - 原当麻駅 - 上溝）に代替廃止された。原当麻駅への乗り入れはロータリー整備後だった。
- 相16：相模原駅南口 - 市役所前 - 富士見町 - 仲町 - 上溝 - 番田駅前 - 原当麻 - 下溝 - 座間 - 相武台前駅 - 小田急相模原駅 - 国立相模原病院

1999年11月21日の麻溝車庫開設によるダイヤ改正で、相模原駅～原当麻駅間は相18系統（相模原駅 - 上溝 - 番田駅前 - 原当麻駅）へ、原当麻駅～国立相模原病院間は当01系統（原当麻 - 下溝 - 座間 - 相武台前駅 - 小田急相模原駅 - 国立相模原病院）に系統が分断され代替廃止となったが、両系統共に2003年12月1日の路線再編で廃止となった。
- ◆相18：相模原駅南口 - 市役所前 - 富士見町 - 仲町 - 上溝 - 番田駅前 - 原当麻駅

1999年11月21日の麻溝車庫開設によるダイヤ改正で相16（相模原駅 - 上溝 - 番田駅前 - 相武台前駅 - 小田急相模原駅 - 国立相模原病院）の代替で新設されたが、相模線と並行していることや1日4便の少なさから2003年12月1日のダイヤ改正で廃止された。この路線の廃止により、番田駅乗り入れ路線が消滅した。
- ◆相22：相模原駅南口 → 市役所前 → 横山団地 → 日金沢上 → 相模原駅南口（市役所回り）
- ◆相23：相模原駅南口 → 日金沢上 → 横山団地 → 市役所前 → 相模原駅南口（日金沢回り）
- ◆相24：相模原駅南口 - 昭和電線前 - 塚場 - 葛輪 - 桜山 - 上溝
- ◆相24：相模原駅南口 - 昭和電線前 - 塚場 - 葛輪 - 上溝
- ◆相26：相模原駅南口 - 横山団地前 - 南橋本 - 六地蔵 - 上大島

相24は平日1便を除いて三菱重工正門を経由していたが、2003年12月1日のダイヤ改正で全て廃止された。
- 相28：相模原駅南口 → 西門前 → 市役所前 → 職業安定所前 → 千代田十字路 → 光が丘一丁目 → 光が丘三丁目 → 麻溝車庫（深夜バス）

1999年11月21日の麻溝車庫開設によるダイヤ改正で新設された深夜バスだが、2022年1月24日に廃止された。最終運行日は1月21日だった。
- 相30：相模原駅南口 → アイワールド前 → 上溝団地 → 横山団地 → アイワールド前 → 相模原駅南口

1996年に開設された路線で、アイワールドから上溝、横山の両団地を経由する。僅か1年後の1997年に廃止された。アイワールドはアイワールド相模原店を意味する。
- ◆相32：相模原駅南口 - 市役所前 - 南橋本駅入口 - 峡の原車庫（平日・土曜運休）

2003年12月1日のダイヤ改正で廃止された。
- 相33：相模原駅南口 → 大河原 → 橋本十字路 → 上溝 → 市役所前 → 相模原駅南口（大河原・上溝回り）
- 相33：相模原駅南口 → アイワールド前 → 相模原駅南口（アイワールド循環）

大河原循環とアイワールド循環で経路が異なるが、どちらも同一の系統番号で運行していた。路線廃止後も停留所は残され、アイワールドが閉店した2014年10月以降もそのままだったが、商業ビル「グッディプレイス相模原」として開業したことに伴い、2015年1月29日に「グッディプレイス前」に変更された。
- ◆相34：相模原駅南口 - 大河原 - 橋本十字路 - 下九沢団地

2003年12月1日のダイヤ改正で廃止された。
- ◆相39：相模原駅 - 上溝 - 日電寮前 - 橋本駅南口

2003年12月1日のダイヤ改正で廃止された。
- 溝18：上溝 - 番田駅 - 原当麻 - 下溝 - 座間 - 相武台前駅 - 小田急相模原駅 - 国立相模原病院

1999年11月21日の麻溝車庫開設によるダイヤ改正で廃止された。これにより、原当麻 - 相武台前駅間は台14（相武台前駅 - 座間 - 新戸 - 下溝 - 原当麻駅）に移行された。
- ◆溝25：上溝 - 作の口 - 南町 - 峡の原車庫

2003年12月1日のダイヤ改正で廃止された。
- 溝54：上溝 - 上田名 - 高田橋入口 - 水郷田名

1990年代末期までには既に廃止されている。
- ◆溝60：上溝 - 上田名 - 高田橋入口 - 箕輪辻 - 田代 - 愛川橋 - 半原（平日運休）

2003年12月1日のダイヤ改正で廃止された。
- ◆橋35：橋本駅南口 - 六地蔵 - 榎戸 - 上田名 - 上溝 - 市役所前 - 相模原駅南口
- ◆橋37：橋本駅南口 - 六地蔵 - 榎戸 - 上大島
- 橋38：橋本駅南口 - 比丘口 - 南橋本 - 相模原駅

2003年12月1日のダイヤ改正で揃って廃止された。
- ◆橋41（初代）：橋本駅南口 - 西橋本三丁目 - 上の原

2015年12月14日の経路変更により、峡の原車庫行きへ変更された。
- 橋51：橋本駅北口 - 南町 - 作の口 - 上溝
- 橋51：橋本駅南口 - 南町 - 作の口 - 上溝
- ◆橋53：橋本駅北口 - 株式会社オハラ前 - 相模原駅南口
- ◆橋54：橋本駅北口 - 大山工業団地 - 峡の原車庫
- ◆橋56：橋本駅南口 - 白雨台 - 上田名 - 水郷田名

1990年代までに廃止された橋51を除き、2003年12月1日のダイヤ改正で全て廃止された。
- ◆橋58（初代）：橋本駅南口 - 白雨台 - 上田名 - 水郷田名 - 箕輪辻 - 愛川町役場

2002年10月16日に廃止された。
- 当01：原当麻駅 - 下溝 - 座間 - 相武台前駅 - 北相武台 - 小田急相模原駅 - 国立相模原病院

2003年12月1日のダイヤ改正で廃止された。末期は1日2往復のみだった。
- 台01：相武台前駅 → 北相武台 → 団地センター前 → 保育園前(深夜バス)

2019年12月16日のダイヤ改正をもって廃止された。
- 摩11：三ツ目山公園 - 響きの丘 - 多摩境駅 - 坂本橋 - 小山小学校
- 摩12：三ツ目山公園 - 響きの丘 - 多摩境駅

2000年8月28日に町田市小山ヶ丘の宅地造成と道路整備の進展により、小山小学校へ通学する児童向け路線として新設された。2001年6月4日、町田街道の久保ヶ谷戸交差点から三ツ目山公園方面へ向かうトンネルの開通により、橋73・74に変更された。
- アクアラインバス：相模大野駅 → 町田バスセンター → 南町田グランベリーパーク駅 → 三井アウトレットパーク 木更津 → 木更津駅西口（復路は小湊鉄道が運行）

2012年12月13日に運行開始された都市間高速バスで、アクアラインバスと呼称される。空港リムジンバス以外で、神奈川中央交通が初めて他県へ運行する昼行高速バス路線となった。往復ともに乗車前日までに予約が必要だが、空港リムジンバスとは異なり、当日空席がある場合のみ乗車も可能だった。運行開始当初は小湊鉄道との共同運行路線として、1日2往復（神奈中1往復、小湊鉄道1往復）運行されていたが、2015年4月1日に1日1往復に減便された（相模大野駅発は神奈中が、木更津発は小湊鉄道が担当）。2017年7月1日に南町田駅（現・南町田グランベリーパーク駅）へ乗り入れが開始されたほか、同年12月16日には木更津駅西口への乗り入れが開始した。2021年8月からは土休日のみの運行となっていたが、2023年3月26日をもって廃止された。
- 御殿場アウトレット線：相模大野駅 - 町田バスセンター - 南町田グランベリーパーク駅 - 御殿場プレミアム・アウトレット - ホテルクラッド・木の花の湯

2020年3月29日に運行を開始した、静岡県御殿場市のアウトレットモールおよび隣接するホテル、日帰り温泉施設への路線で、往復ともに乗車前日までに予約が必要だが、空港リムジンバスとは異なり、当日空席がある場合のみ乗車も可能である。2022年3月1日に南町田グランベリーパーク駅への乗り入れを開始。2024年8月31日の運行をもって廃止が、台風10号の影響で前倒しし8月30日の運行が実質最後となった。

### 移管路線
多摩営業所へ移管（2001年7月29日移管）
- 桜84：聖蹟桜ヶ丘駅 - 南大沢駅 - 相模原駅北口
- 多03：多摩センター駅 - 豊ヶ丘四丁目
- 多04：多摩センター駅 - 豊ヶ丘四丁目 - 京王多摩車庫前 - 鶴川駅
- 多61：多摩センター駅 - 鶴牧団地循環
- 永65：永山駅 - 豊ヶ丘四丁目 - 多摩センター駅
- 永66：永山駅 - 豊ヶ丘四丁目
- 南51：南大沢駅 → 大平公園 → 赤石公園 → 南大沢駅
- 南52：南大沢駅 → 赤石公園 → 大平公園 → 南大沢駅
- 堀01：京王堀之内駅 → せせらぎ橋 → 見附橋 → 蓮生寺 → 京王堀之内駅
- 堀02：京王堀之内駅 → 蓮生寺 → 見附橋 → せせらぎ橋 → 京王堀之内駅
- 八71：八王子駅 - 片倉 - 片倉高校前 - 片倉台
- 八72：八王子駅 - 片倉 - 御殿峠 - 鑓水 - 橋本駅北口

多摩営業所へ移管後、2012年4月2日に八77（八王子駅南口 - 片倉台 - 橋本駅北口）へ統合廃止された。
- 橋70：橋本駅北口 - 鑓水 - 御殿峠 - 片倉高校前 - 片倉台
- 橋73：橋本駅北口 - 三ツ目山公園 - 多摩境駅
- 橋74：橋本駅北口 - 三ツ目山公園 - 多摩境駅 - 小山小学校

2001年6月4日に摩11・12の代替で新設された通学路線だが、移管後に小山ヶ丘小学校が開校したことで学区変更されたために必要性が無くなり、廃止された。
- 鶴32：鶴川駅 - 小野路 - 青木葉公園 - 多摩センター駅
- 鶴37：鶴川駅 - 野津田車庫 - 図師 - 淵野辺駅北口
- 古02：古淵駅 - 境川団地 - 山崎団地センター - 山崎団地
- 古03：古淵駅 - 境川団地 - 山崎団地センター - 藤の台団地
- 町27：町田ターミナル・バスセンター - 小山田
- 町29：町田バスセンター - 市民病院前 - 淵野辺駅北口
- 町30：町田ターミナル・バスセンター - 市民病院前 - 橋本駅北口
- 町60：町田ターミナル・バスセンター - 市民病院前 - 多摩境駅 - 橋本駅北口
- 淵21：淵野辺駅北口 - 小山田
- 淵23：淵野辺駅北口 - 図師 - 野津田車庫
- 淵25：淵野辺駅北口 -（直行）- 日大三高

橋本営業所へ移管
- 淵22：淵野辺駅北口 - 東町 - ニュー相模団地 - 竜像寺入口 - 古淵駅（2023年12月16日に再移管）
- 淵24：淵野辺駅北口 - 東町 - 根岸 - 図師 - 野津田車庫 - 大蔵 - 金井入口 - 鶴川駅 - 柿生駅北口 - 新百合ヶ丘駅入口 - 読売ランド前駅前 - 生田折返場 - 向ヶ丘遊園駅 - 登戸
- 淵34：淵野辺駅南口 → 淵野辺十字路 → 千代田 → 上溝団地 → 光が丘一丁目 → 千代田 → 淵野辺十字路 → 淵野辺駅南口（上溝団地循環）
- 淵34：淵野辺駅南口 → 淵野辺十字路 → 千代田 → 上溝団地 → 光が丘一丁目（深夜バス）
- 淵35：淵野辺駅南口 → 淵野辺十字路 → 千代田 → 光が丘一丁目 → 上溝団地 → 千代田 → 淵野辺十字路 → 淵野辺駅南口（上溝団地循環）
- 淵36：淵野辺駅南口 → 大野台三丁目 → 淵野辺公園 → 青葉児童館前 → 国民生活センター → 市立博物館前 → 淵野辺駅南口（青葉循環）
- 淵37：淵野辺駅南口 → 市立博物館前 → 国民生活センター → 青葉児童館前 → 淵野辺公園 → 大野台三丁目 → 淵野辺駅南口（青葉循環）
- 淵40：矢部駅・相模野病院前 → 淵野辺駅北口 → フェアロージュ淵野辺前 → 馬場十字路 → 上矢部二丁目 → フェアロージュ淵野辺前 → 淵野辺駅北口 → 矢部駅・相模野病院前
- 淵40：矢部駅・相模野病院前 → 淵野辺駅北口 →（急行）→ フェアロージュ淵野辺前 → 上矢部二丁目 → 馬場十字路 → 馬場橋南
- 淵40：上矢部一丁目 → 馬場十字路 → 上矢部二丁目 → フェアロージュ淵野辺前 →（急行）→ 淵野辺駅北口 → 矢部駅・相模野病院前
- 淵52：上溝 → 星が丘 → 千代田 → 淵野辺十字路 → 淵野辺駅南口
- 淵53：淵野辺駅南口 - 淵野辺十字路 - 千代田 - 星が丘 - 上溝 - 田名バスターミナル
- 淵53：淵野辺駅南口 - 淵野辺十字路 - 千代田 - 星が丘 - 上溝 - 田名バスターミナル - 水郷田名
- 淵59：淵野辺駅南口 - 淵野辺十字路 - 千代田 - 星が丘 - 上溝 - 田名バスターミナル - 高田橋入口 - 箕輪辻 - 愛川バスセンター
- 相02：相模原駅南口 - 矢部駅入口 - 淵野辺十字路 - 共和 - 古淵駅入口 - 鵜野森 - 相模大野駅北口
- 相05：相模原駅南口 - 市役所前 - 青葉児童館前 - 淵野辺公園 - 大野台三丁目 - ゴルフ場前 - 大野台四丁目 - 大沼 - 相模大野駅北口
- 相12：相模原駅南口 - 西門前 - 市役所前 - 星が丘住宅前 - 上溝
- 相14：相模原駅南口 - グッディプレイス前 - 日金沢上 - 横山団地 - 星が丘住宅前 - 上溝
- 相17：相模原駅南口 - グッディプレイス前 - 日金沢上 - 日金沢下 - 田名バスターミナル - 水郷田名
- 相31：相模原駅南口 - 大河原 - 橋本十字路 - 峡の原車庫
- 相36：相模原駅南口 - グッディプレイス前 - 清新中央 - 昭和電線前 - 下九沢団地
- 橋05：橋本駅南口 - 久保沢 - 小倉 - 葉山 - 小沢
- 宿01：原宿五丁目 - 久保沢 - 小倉 - 葉山 - 小沢
- ◆橋30：橋本駅南口 - 北の丘センター - 中の郷 - 相模川自然の村（相模原市コミュニティバス「せせらぎ号」）
- ◆橋30：アリオ橋本 - 橋本駅南口 - 北の丘センター - 中の郷 - 相模川自然の村（相模原市コミュニティバス「せせらぎ号」）
- 橋34：橋本駅南口 - 緑ヶ丘 - 六地蔵 - 下九沢 - 作の口 - 上溝
- 橋36：橋本駅南口 - 緑ヶ丘 - 六地蔵 - 内出 - 上九沢団地 - 上大島
- 橋40：橋本駅南口 - 緑ヶ丘 - 峡の原車庫
- 橋41：橋本駅南口 - 西橋本三丁目 - 峡の原車庫
- 橋52：橋本駅北口 - 宮下 - 相模原駅北口
- 橋55：橋本駅北口 - 三菱電機前 - 氷川神社前 - 相模原駅南口
- 橋57：橋本駅南口 - 緑ヶ丘 - 六地蔵 - 榎戸 - 清水 - 堀の内 - 田名バスターミナル
- 橋57：橋本駅南口 - 緑ヶ丘 - 六地蔵 - 榎戸 - 清水 - 堀の内 - 田名バスターミナル - 望地キャンプ場入口
- 橋58：橋本駅南口 - 南町 - 塚場坂上 - 宮の上 - 下九沢団地
- 橋59：橋本駅南口 - 南町 - 塚場坂上 - 下九沢 - 葛輪 - 堀の内 - 田名バスターミナル
- 橋59：橋本駅南口 - 南町 - 塚場坂上 - 下九沢 - 葛輪 - 堀の内 - 田名バスターミナル - 水郷田名
- 大15：相模大野駅北口 - 大沼 - 北里東病院 - 北里大学病院・北里大学 - 原当麻駅 - 下古山 - 上溝（2021年3月13日より相模原の単独運行に変更）
- 当02：北里大学病院・北里大学 - 原当麻駅 - テクノパイル田名工業団地 - 塩田 - 望地キャンプ場入口 - 田名バスターミナル

## 車両

### 一般路線車
路線登録の大型車に関しては、現在は全車が三菱ふそう製の車両で統一されている。過去には少数派だがいすゞ自動車製の大型車も在籍していた。路線登録の中型車に関しては、現在は全車がいすゞ・エルガミオの車両で統一されている。過去にはいすゞ車に加えて、三菱車も在籍していた。貸切登録車については、2025年04月の会社再編時時点では日産ディーゼル製の「さ501号車」が在籍しており、路線運用も可能である。過去には日野・ブルーリボンシティや富士重工製のバスが貸切車として配属されていた時期がある。
女子美術大学路線用として、専用カラーの車両が3台（三菱ふそう・エアロスター）在籍している。番号は「さ35」から「さ37」の3台で、白色ベースで番号順に赤、緑、青のカラーリングを施している。古淵04系統（古淵駅～麻溝台一丁目～女子美術大学間）のみで使用される。なお検査時は一般塗装の車両が使用される。
相模原営業所では、北里大学からの要請で、相模大野駅～北里大学間で「北里大学スクールバス」を受け持っており、現在は「さ305号車～さ319号車」の計15台が原則担当している。なお、検査時や雨天時等で学生の利用が多く見込まれる場合には、「さ501号車」も担当することがある。運賃は無料で、学校開校日のみ運行される。1月下旬から3月上旬にかけて行われる北里大学の入試時は、「さ307号車～さ318号車」のうち「さ315・さ316・さ317」の3両を除いた9台が「さ90号車～さ98号車」に改番の上、相模大野駅北口～北里大学間もしくは相模原駅南口～北里大学間の臨時直行バスで使用される。なお入試時の臨時直行バスに関しては、通常の路線バス扱いとなり、運賃が必要となる(表示については「神奈川中央交通」で統一される)。
相模原営業所には、神奈川中央交通全体で見ても唯一となる三菱ふそう・エアロノーステップミディ（KK-MJ26HF改、さ32号車）が配置されていたが、2016年6月に廃車され、いすゞ・エルガミオノンステップバスに代替された。なお廃車になった(旧)さ32号車については、その後北鉄奥能登バスに譲渡されている。

### 高速車
空港線用の車両は三菱ふそう車（エアロバス・エアロエース）で統一されている。成田空港線用の車両は直結クーラー装備のリムジン仕様。
なお、空港線の車両は平塚・相模原で予備車を共通化している。成田空港線専用のリムジン仕様車は、相模原所属車が予備車となるため、平塚の専用車が検査の際には相模原の車両が平塚に貸し出される。逆に、羽田空港線については、平塚所属の車両が予備車となり、相模原の専用車が検査の際には平塚の車両が相模原に貸し出される。

### その他
- 1992年に行なわれたイベント全国都市緑化フェア「グリーンウェーブ相模原'92」において、原当麻駅・相模大野駅（グリーンホール）・淵野辺駅からノンストップのシャトルバスが運行され、相模原駅・淵野辺駅から会場へ各駅停車の臨時バスが運行された。シャトルバスのうち原当麻駅・相模大野駅からはロンドンバスとして有名な「ルートマスター」も使用された。シャトルバスや臨時バスの一部は他営業所の車が用いられたが、ルートマスター運行は当所が担当した。相模大野駅 - 会場については、狭隘路であるものの歩道橋がなく、高さ制限をクリアできることから大60と同一経路を経由した。運賃箱は路線車と同型のものを設置し、バスカードの利用も可能だった。なお、出入口のドアが車両後方に位置していたため、ワンマン運転は不可能だった。

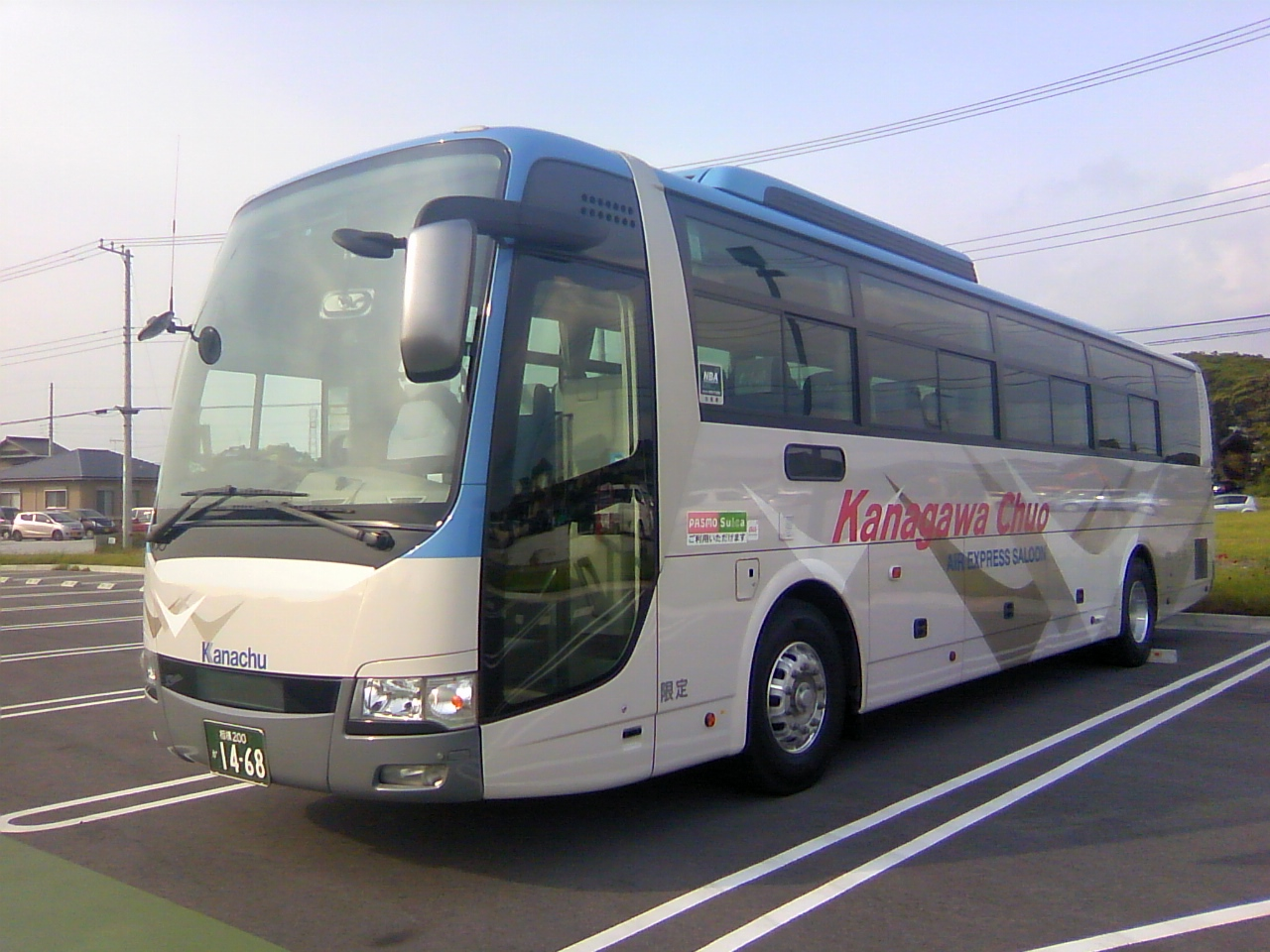
アクアラインバスとして使用された車両 (さ854)
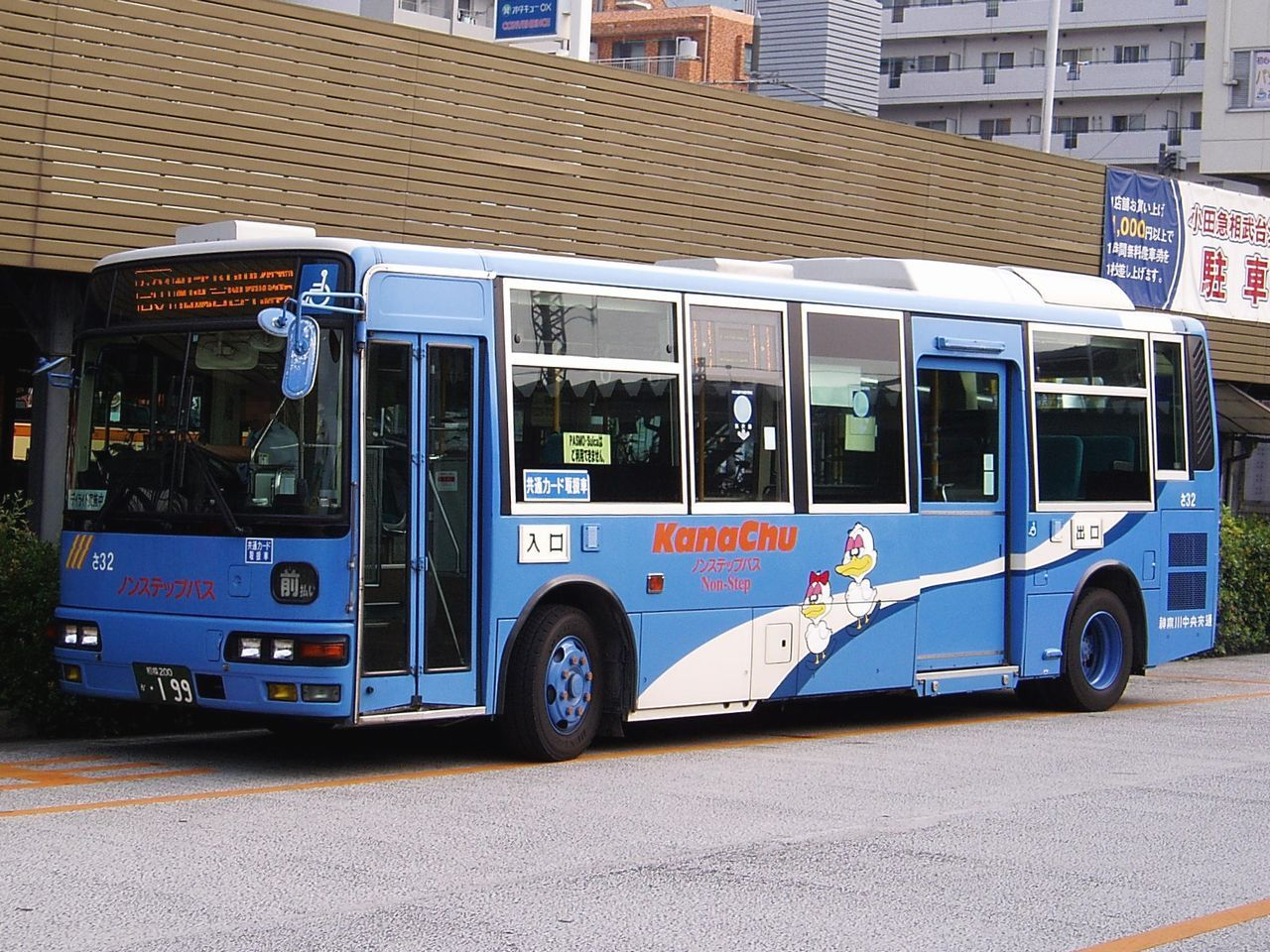
神奈中唯一であったエアロノーステップミディ (さ32)
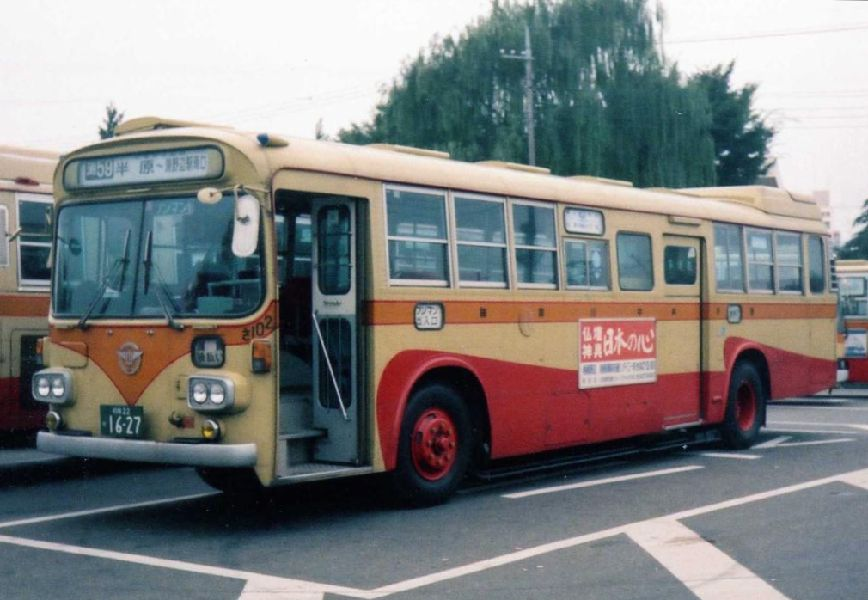
試作冷房車 (さ102)
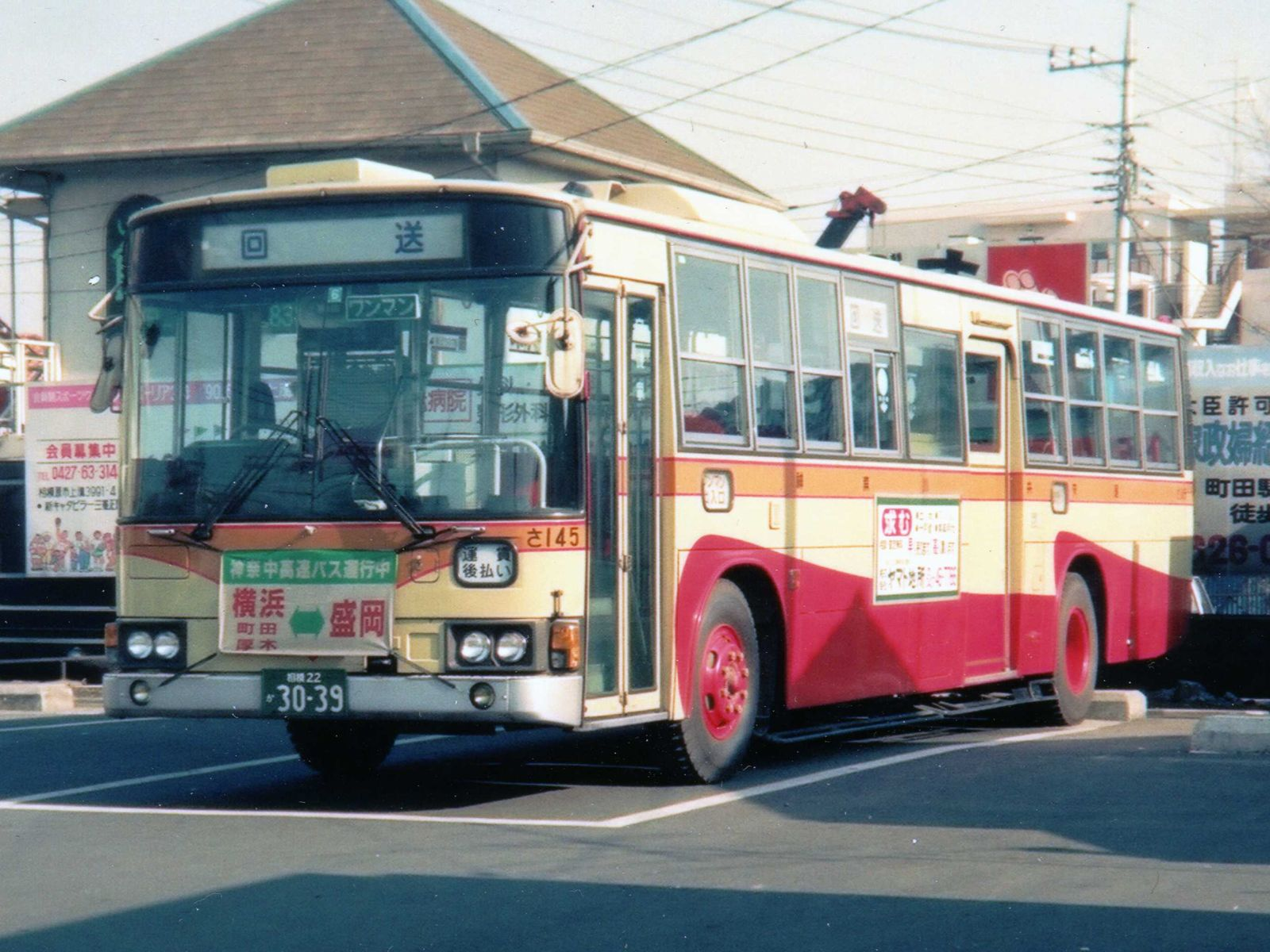
長尺車も導入されていた (さ145)
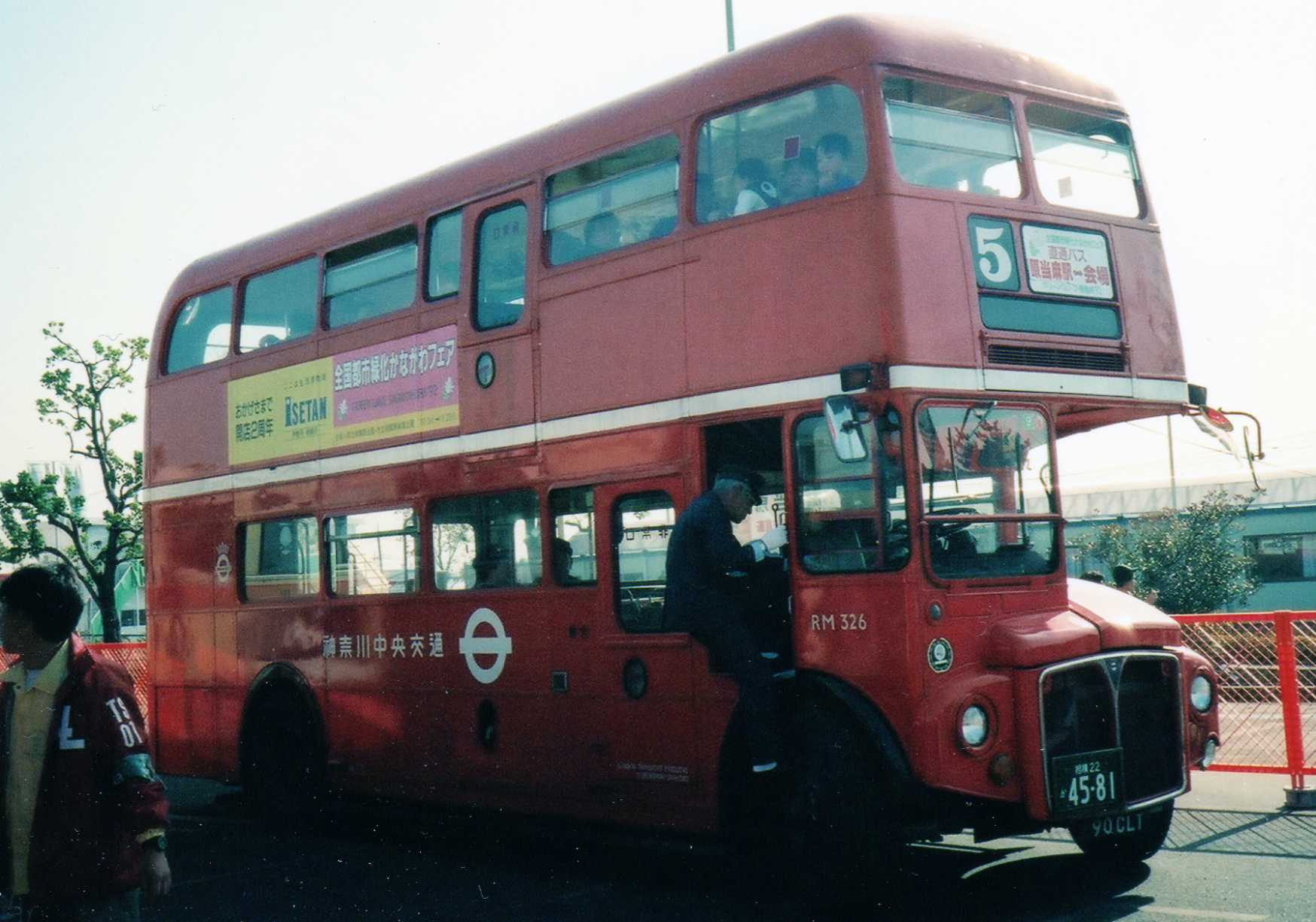
イベントで運行されたルートマスター

## 付記
- 以前は、淵野辺の表記を渕野辺とした表示が存在した（上記のさ102の写真では渕野辺と表記されているほか、系統番号でも淵と渕があった）。